# 성주 김씨
성주 김씨(星州金氏)는 경상북도 성주읍을 본관으로 하는 한국의 성씨이다.
시조 김맹(金孟)은 김알지의 후손으로, 고려에서 대장군(大將軍)을 지냈다.

## 참고 자료
- “성주김씨(星州金氏)”. 뿌리를 찾아서.[깨진 링크(과거 내용 찾기)]